# Церемония открытия зимних Олимпийских игр 2022
Церемония открытия зимних XXIV Олимпийских игр состоялась 4 февраля 2022 года на Национальном стадионе в Пекине, КНР. Режиссёром церемонии был Чжан Имоу. Открывал игры председатель КНР Си Цзиньпин. Главная тема церемонии: «Один мир, одна семья» (кит. упр. 世界大同，天下一家). А снежинка — основной образ церемонии, восходящий к снежинкам Ласточкиных гор из стихотворения Ли Бо «Песня о северном ветре» (кит. 北风行) и западному выражению: «не бывает двух одинаковых снежинок».

## Начало церемонии
В 20:00 (здесь и далее время — пекинское) стартовал обратный отсчёт от 24 к 1. При каждой цифре показывалось название сезона китайского солнечного календаря (от «дождевой воды» до «начала весны») на китайском и английском языках и демонстрировалось подвижное изображение, соответствующее сезону. При этом для сезонов от 24 до 11 включительно на китайском языке появлялись также отрывки известных произведений китайской литературы, например, вторая половина стихотворения Ду Му «Осенний вечер» (кит. упр. 秋夕) — для сезона «начало осени». После отсчёта появилась Луна, выпорхнули бабочки. Ребёнок дунул на колыхавшиеся в центре стадиона пушинки семян огромного одуванчика, и они взлетели в небо, а за ними — и фейерверки.

## История Олимпиад
В центре стадиона начинается представление: упавшая с неба капля чернил превращается в бурлящие, накатывающиеся друг на друга волны реки Хуанхэ, из которых выкристаллизовывается ледяной куб. 24 «лазерных луча» последовательно «вырезают» на этом кубе на китайском и английском языках названия городов и стран 23 предыдущих зимних Олимпиад. Затем лучи сливаются в единый пучок, который «вырезает» название страны и столицы 24-й зимней Олимпиады. На стадионе появляются шесть хоккеистов, бросают шайбу, она залетает в куб, и это приводит к тому, что из него вырезаются пять ледяных Олимпийских колец. Вскоре китайская ледяная дверь за ними открывается, и начинают выходить спортсмены на парад наций.

## Парад наций
Вслед за образованием ледяных олимпийских колец, на стадионе появились приветствия на многих языках мира (в том числе «Добро пожаловать» на русском языке). И в 20:17 начался парад наций. Как и на церемонии открытия летних Олимпийских игр 2008 года, порядок выхода делегаций зависел от количества черт в иероглифах названия делегации на китайском языке — с меньшим числом черт в первом иероглифе шли раньше. При равенстве числа черт в первом иероглифе рассматривался порядок следования черт в нём (см. Порядок написания черт в иероглифах) с приоритетом черт: 1. ㇐, 2. ㇑, 3. ㇒, 4. ㇏. При  одинаковом первом иероглифе так же сравнивались вторые и т. д. Исключения: в соответствии с п. 2.1.5 документа IOC Protocol Guide, Греция шла первой, а Китайская Народная Республика как страна-хозяйка замыкала парад наций; кроме того, Италия как страна-хозяйка следующей зимней Олимпиады следовала непосредственно перед КНР.
Во время парада наций звучали 19 известных произведений классической музыки, например, «Марш» из балета «Щелкунчик» П. И. Чайковского (в момент прохождения Японии) и симфония № 40 В. А. Моцарта (во время прохождения Олимпийского комитета России). Во время прохождения КНР исполнялась «Ода Родине».

## Речи
На церемонии открытия произнёс речь председатель организационного комитета Олимпиады Цай Ци и президент Международного олимпийского комитета Томас Бах. В 21:51 председатель КНР Си Цзиньпин объявил об открытии Олимпиады-2022, что вызвало большое воодушевление публики, в воздух был запущен фейерверк в форме «сосны приветствия».
После Олимпийского гимна были произнесены Олимпийские клятвы на китайском языке от спортсменов (лыжник Ван Цян и сноубордистка Лю Цзяюй), судей (арбитр соревнований по фристайлу Тао Юнчунь) и тренеров (тренер по сноуборду Цзи Сяооу).

## Девиз Олимпиады-2022
После открытия игр на стадионе появились идущие 76 человек со всего мира, а перед ними, подобно реке времени разворачивался свиток фотографий с запечатлёнными совместными горестями и радостями, совместным преодолением трудностей (в том числе связанных с пандемией), совместной борьбой за воплощение своей мечты. А узор из китайских узелков, несущих людям единство и удачу, по берегам этой реки постепенно превратился в девиз Олимпиады-2022 на китайском и английском языках: «Вместе ради общего будущего» (кит. упр. 一起向未来, англ. Together for a Shared Future).

## Вынос Олимпийского флага
Олимпийский флаг несли шесть спортсменов:
- Ло Чжихуан[кит.], чемпион мира по конькобежному спорту 1963 года (правый нижний угол);
- Ли Цзяцзюнь, серебряный медалист зимней Олимпиады 1998 года по шорт-треку (нижний центр);
- Шэнь Сюэ, олимпийская чемпионка зимней Олимпиады 2010 года в парном катании (левый нижний угол);
- Хань Сяопэн, олимпийский чемпион зимней Олимпиады 2006 года по фристайлу (правый верхний угол);
- Чжан Хуэй, олимпийская чемпионка зимней Олимпиады 2010 года по шорт-треку (верхний центр);
- Чжан Хун, олимпийская чемпионка зимней Олимпиады 2014 года по конькобежному спорту (левый верхний угол).

## Гимны
Вскоре после начала церемонии открытия мальчик-трубач заиграл мелодию песни «Я и моя Родина», люди разных слоёв общества, передовики, представители 56 народностей Китая, передавая Государственный флаг КНР друг другу, доставили его гвардейцам, и под всеобщее пение Государственного гимна КНР он был поднят на флагшток.
Олимпийский гимн во время поднятия Олимпийского флага после его выноса на стадион исполнялся хором из 44 детей из уезда Фупин (провинция Хэбэй, КНР) на греческом языке. Дети готовились к его исполнению три месяца.

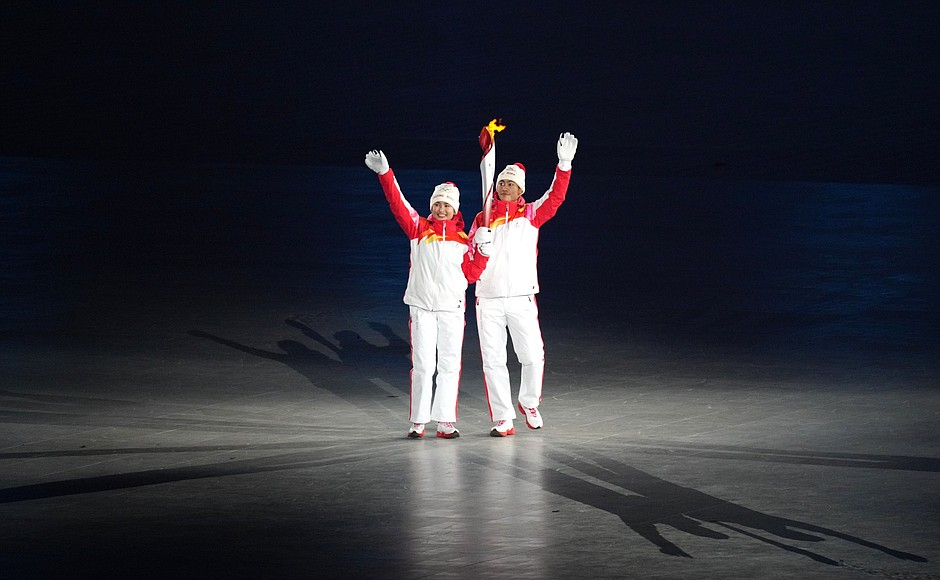
Динигээр Иламуцзян (слева) и Чжао Цзявэнь с Олимпийским огнём приветствуют зрителей во время церемонии открытия Олимпиады-2022

## Зажжение Олимпийского огня
Во время парада наций перед делегацией каждой страны представитель страны-организатора несла табличку в виде снежинки с названием делегации на английском и китайском языках. После парада все подобные «снежинки» делегаций-участниц образовали большую «снежинку». В 22:10 Олимпийский огонь из Олимпии достиг стадиона. После Олимпийского гимна его, передавая друг другу, пронесли по стадиону 5 спортсменов, родившиеся, соответственно, в декады 1950 (Чжао Вэйчан), 1960 (Ли Янь), 1970 (Ян Ян), 1980 (Су Бинтянь) и 1990 (Чжоу Ян). И Олимпийский огонь был передан двум спортсменам, родившимся в декаду 2000: лыжнице Динигээр Иламуцзян и двоеборцу Чжао Цзявэню, которые в центр большой «снежинки» установили факел с Олимпийским огнём, впервые в олимпийской истории у огня — «микропламя» (кит. упр. 微火)， отражающее идеи защиты окружающей среды.

## Другие основные моменты церемонии
Перед выносом Олимпийского флага на заснеженный лёд выехали 4 группы по 6 фигуристов в красном и под песню Imagine Джона Леннона расчистили дорожки с новым Олимпийским девизом «Быстрее, выше, сильнее — вместе» на китайском и английском языках.
После Олимпийских клятв на экране стадиона демонстрировался короткометражный фильм «Будущие чемпионы» (кит. упр. 未来的冠軍) о том, как дети делали первые шаги в зимних видах спорта. Этот естественный и непосредственный учебный процесс выглядел забавным и вызывал смех и улыбки зрителей. Улыбались и сами дети в фильме: падая, они не унывали, вновь поднимались и продолжали учёбу. На стадионе появились дети и запели песню «Тысячи снежинок соревнуются в открытости…» (кит. упр. 千万雪花, 竞相开放) на китайском и английском языках. В руках у них появились фонарики в виде фигурок белых голубей, с песней дети побежали к центру стадиона и образовали светящуюся фигуру сердца вокруг большой «снежинки».

## Почётные гости
На церемонии присутствовали почётные гости из КНР:
- Си Цзиньпин и его супруга Пэн Лиюань
- Ли Кэцян
- Ли Чжаньшу
- Ван Ян
- Ван Хунин
- Чжао Лэцзи
- Хань Чжэн
- Ван Цишань

На церемонии присутствовали почётные гости других стран мира:
- Владимир Путин
- Нородом Сиамони
- Халима Якоб
- Касым-Жомарт Токаев
- Садыр Жапаров
- Эмомали Рахмон
- Гурбангулы Бердымухамедов
- Шавкат Мирзиёев
- Абдул-Фаттах Халил Ас-Сиси
- Тамим бин Хамад Аль Тани
- Мухаммад ибн Заид Аль Нахайян
- Анджей Дуда
- Александр Вучич
- эрцгерцог Анри
- Альбер II
- Альберто Фернандес
- Гильермо Лассо
- Лувсаннамсрайн Оюун-Эрдэнэ
- Имран Хан
- Зоран Тегелтия
- Джеймс Марапе
- Пак Бён Сеуг[англ.]
- Маха Чакри Сириндхорн

На церемонии присутствовали почётные гости от международных организаций:
- Томас Бах (президент МОК)
- Антониу Гутерриш (генеральный секретарь ООН)
- Абдулла Шахид (председатель Генеральной Ассамблеи ООН)
- Тедрос Аданом Гебреисус (генеральный директор ВОЗ)
- Дарен Тан (генеральный директор Всемирной организации интеллектуальной собственности)
- Маркус Троихо[англ.] (президент Нового банка развития)
- Чжан Мин (генеральный секретарь ШОС)
- ... и другие